# Ronda Élite a la Eurocopa Sub-17 2006
La Ronda Élite a la Eurocopa Sub-17 2006 contó con la participación de 28 selecciones infantiles de Europa, 25 de las cuales provienen de la ronda anterior.
El vencedor de cada grupo clasifica a la fase final del torneo a celebrarse en Luxemburgo junto al país anfitrión.

## Resultados

### Grupo 1
Los partidos se jugaron en Países Bajos.
| País              | J | G | E | P | GF | GC | GD | Pts |
| ----------------- | - | - | - | - | -- | -- | -- | --- |
| Alemania          | 3 | 2 | 1 | 0 | 9  | 1  | 8  | 7   |
| Países Bajos      | 3 | 2 | 1 | 0 | 5  | 2  | 3  | 7   |
| Irlanda del Norte | 3 | 1 | 0 | 2 | 4  | 9  | -5 | 3   |
| Finlandia         | 3 | 0 | 0 | 3 | 2  | 8  | -6 | 0   |

| 24 de marzo | Alemania          | 4 - 0 | Irlanda del Norte | Boxmeer |
|             | Finlandia         | 0 - 1 | Países Bajos      | Tegelen |
| 26 de marzo | Alemania          | 1 - 1 | Países Bajos      | Gemert  |
|             | Irlanda del Norte | 3 - 2 | Finlandia         | Venray  |
| 28 de marzo | Finlandia         | 0 - 4 | Alemania          | Tegelen |
|             | Países Bajos      | 3 - 1 | Irlanda del Norte | Venray  |

### Grupo 2
Los partidos se jugaron en Portugal.
| País     | J | G | E | P | GF | GC | GD | Pts |
| -------- | - | - | - | - | -- | -- | -- | --- |
| Hungría  | 3 | 2 | 1 | 0 | 9  | 1  | 8  | 7   |
| Portugal | 3 | 1 | 2 | 0 | 5  | 4  | 1  | 5   |
| Ucrania  | 3 | 0 | 2 | 1 | 3  | 7  | -4 | 2   |
| Suecia   | 3 | 0 | 1 | 2 | 2  | 7  | -5 | 1   |

| 26 de marzo | Hungría  | 1 - 1 | Portugal | Viseu              |
|             | Suecia   | 1 - 1 | Ucrania  | Santa Comba Dão    |
| 28 de marzo | Hungría  | 4 - 0 | Ucrania  | Mangualde          |
|             | Portugal | 2 - 1 | Suecia   | Penalva do Castelo |
| 30 de marzo | Suecia   | 0 - 4 | Hungría  | Viseu              |
|             | Ucrania  | 2 - 2 | Portugal | Nelas              |

### Grupo 3
Los partidos se jugaron en Turquía.
| País            | J | G | E | P | GF | GC | GD | Pts |
| --------------- | - | - | - | - | -- | -- | -- | --- |
| República Checa | 3 | 2 | 0 | 1 | 4  | 3  | 1  | 6   |
| Francia         | 3 | 1 | 2 | 0 | 4  | 2  | 2  | 5   |
| Dinamarca       | 3 | 1 | 1 | 1 | 1  | 2  | -1 | 4   |
| Turquía         | 3 | 0 | 1 | 2 | 1  | 3  | -2 | 1   |

| 29 de marzo | Francia         | 3 - 1 | República Checa | Antalya |
|             | Turquía         | 0 - 1 | Dinamarca       | Antalya |
| 31 de marzo | Francia         | 0 - 0 | Dinamarca       | Antalya |
|             | República Checa | 1 - 0 | Turquía         | Antalya |
| 2 de Abril  | Turquía         | 1 - 1 | Francia         | Antalya |
|             | Dinamarca       | 0 - 2 | República Checa | Antalya |

### Grupo 4
Los partidos se jugaron en Polonia.
| País       | J | G | E | P | GF | GC | GD  | Pts |
| ---------- | - | - | - | - | -- | -- | --- | --- |
| Bélgica    | 3 | 2 | 1 | 0 | 9  | 3  | 6   | 7   |
| Polonia    | 3 | 2 | 0 | 1 | 5  | 3  | 2   | 6   |
| Suiza      | 3 | 1 | 1 | 1 | 6  | 4  | 2   | 4   |
| Eslovaquia | 3 | 0 | 0 | 3 | 1  | 11 | -10 | 0   |

| 26 de marzo | Suiza      | 3 - 0 | Eslovaquia | Zielona Góra      |
|             | Polonia    | 0 - 2 | Bélgica    | Krosno Odrzańskie |
| 28 de marzo | Suiza      | 3 - 3 | Bélgica    | Zielona Góra      |
|             | Eslovaquia | 1 - 4 | Polonia    | Zielona Góra      |
| 30 de marzo | Polonia    | 1 - 0 | Suiza      | Zielona Góra      |
|             | Bélgica    | 4 - 0 | Eslovaquia | Krosno Odrzańskie |

### Grupo 5
Los partidos se jugaron en Chipre.
| País     | J | G | E | P | GF | GC | GD | Pts |
| -------- | - | - | - | - | -- | -- | -- | --- |
| España   | 3 | 2 | 1 | 0 | 6  | 1  | 5  | 7   |
| Gales    | 3 | 1 | 1 | 1 | 5  | 5  | 0  | 4   |
| Chipre   | 3 | 1 | 1 | 1 | 3  | 3  | 0  | 4   |
| Moldavia | 3 | 0 | 1 | 2 | 3  | 8  | -5 | 1   |

| 23 de marzo | España   | 1 - 1 | Chipre   | Paralimni |
|             | Moldavia | 3 - 3 | Gales    | Larnaca   |
| 25 de marzo | España   | 2 - 0 | Gales    | Larnaca   |
|             | Chipre   | 2 - 0 | Moldavia | Paralimni |
| 27 de marzo | Moldavia | 0 - 3 | España   | Larnaca   |
|             | Gales    | 2 - 0 | Chipre   | Larnaca   |

### Grupo 6
Los partidos se jugaron en Irlanda.
| País                | J | G | E | P | GF | GC | GD | Pts |
| ------------------- | - | - | - | - | -- | -- | -- | --- |
| Serbia y Montenegro | 3 | 2 | 0 | 1 | 5  | 2  | 3  | 6   |
| Irlanda             | 3 | 1 | 1 | 1 | 5  | 4  | 1  | 4   |
| Israel              | 3 | 1 | 1 | 1 | 4  | 5  | -1 | 4   |
| Rumania             | 3 | 1 | 0 | 2 | 3  | 6  | -3 | 3   |

| 27 de marzo | Serbia y Montenegro | 1 - 2 | Israel              | Bray   |
|             | Irlanda             | 4 - 0 | Rumania             | Dublin |
| 29 de marzo | Serbia y Montenegro | 1 - 0 | Rumania             | Dublin |
|             | Israel              | 1 - 1 | Irlanda             | Dublin |
| 31 de marzo | Irlanda             | 0 - 3 | Serbia y Montenegro | Dublin |
|             | Rumania             | 3 - 1 | Israel              | Bray   |

### Grupo 7
Los partidos se jugaron en Inglaterra.
| País       | J | G | E | P | GF | GC | GD | Pts |
| ---------- | - | - | - | - | -- | -- | -- | --- |
| Rusia      | 3 | 2 | 1 | 0 | 7  | 1  | 6  | 7   |
| Italia     | 3 | 1 | 2 | 0 | 5  | 2  | 3  | 5   |
| Inglaterra | 3 | 0 | 2 | 1 | 3  | 4  | -1 | 2   |
| Bulgaria   | 3 | 0 | 1 | 2 | 0  | 8  | -8 | 1   |

| 28 de marzo | Inglaterra | 2 - 2 | Italia     | Huddersfield |
|             | Rusia      | 5 - 0 | Bulgaria   | Worksop      |
| 30 de marzo | Inglaterra | 0 - 0 | Bulgaria   | Barnsley     |
|             | Italia     | 0 - 0 | Rusia      | Leeds        |
| 1 de abril  | Rusia      | 2 - 1 | Inglaterra | Scunthorpe   |
|             | Bulgaria   | 0 - 3 | Italia     | Stocksbridge |